# کیتی

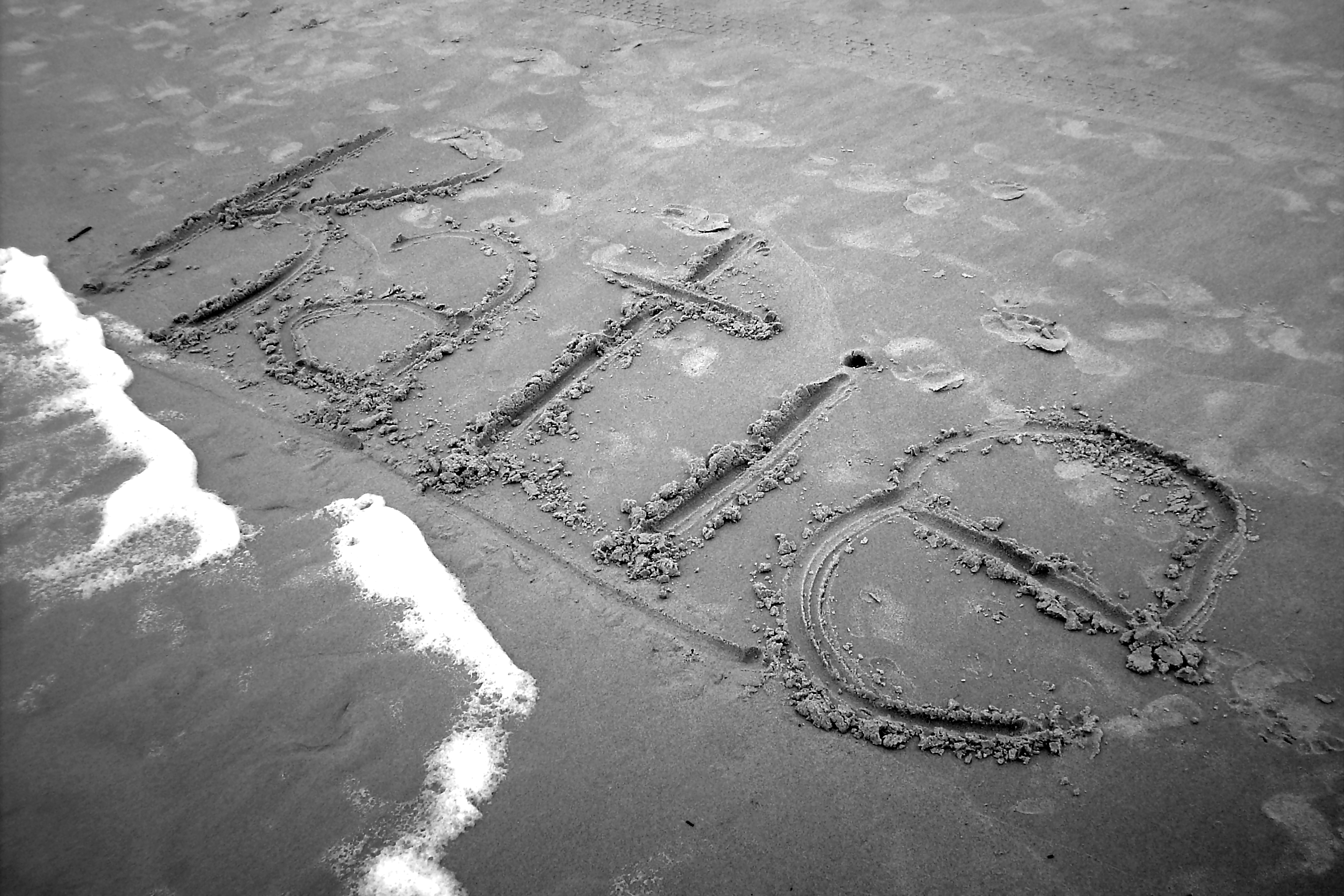
نام «کیتی» روی شن‌های ساحل ویرجینیا نوشته شده است.

کیتی یک نام انگلیسی برای دختران است. افراد شاخص با این نام از این قراراند:
- کی‌تی تانستال٬ خواننده و موزیسین اسکاتلندی.
- کیتی پری٬ خواننده و موزیسین آمریکایی.
- کیتی وایتز٬ خوانندهٔ گروه تینگ تینگز.
- کتی ملوآ٬ خوانندهٔ گرجستانی-بریتانیایی.
- کیتی هلمز٬ بازیگر آمریکایی.
- کیتی کسیدی٬ بازیگر آمریکایی.
- کیتی گریفین٬ بازیگر آمریکایی.
- کیتی لیونگ٬ بازیگر اسکاتلندی.
- کیتی کوریک٬ مجری تلویزیونی آمریکایی.
- کیتی بال٬ شناگر آمریکایی.
- کیتی هاف٬ شناگر آمریکایی.